# Henri Bogaerts
Henricus Adrianus (Henri) Bogaerts ('s-Hertogenbosch, 18 november 1841 – Boxtel, 22 december 1902) was schilder, tekenaar, kopiist, graveur, ondernemer, uitgever en boekhandelaar. In 1880 stichtte hij in 's-Hertogenbosch in de Nederlandse provincie Noord-Brabant de 'Kunstinrichtingen H. Bogaerts & Cie' (of Peinture H. Bogaerts), beter bekend onder de naam Peinture Bogaerts, een bedrijf dat door middel van door hem uitgevonden en ontwikkelde technieken reproducties van schilderijen vervaardigde en portretschilderijen op basis van zwart-witfoto's.

## Levensloop en werk
Bogaerts werd in 1841 geboren als zoon van de paardenpostmeester Henricus Bogaerts en Maria Francisca Minoretti. In 1864 begon hij zijn loopbaan als boekhandelaar, drukker en uitgever in 's-Hertogenbosch. Tussen 1869 en 1890 had hij eerst te 's-Hertogenbosch en daarna te Vught een houtgravureatelier waar gemiddeld een tiental houtgraveurs werkte, waaronder Arnold Verhees. Voor de oprichting van dit atelier had Bogaerts de houtgraveur Johannes Walter in dienst genomen en hij leidde in de periode 1874-1880 in 's-Hertogenbosch zelf ook veel houtgraveurs op.
Bogaerts zette zich in om de katholieke stem via de media te verspreiden. Zo was hij in 1867 een van de oprichters van de Katholieke Illustratie, een geïllustreerd weekblad voor katholiek Nederland. In dat jaar werd al, volgens Altena, "voor Nederland ongekende oplage van 20.000 exemplaren" bereikt. Ook stond hij eerder aan de wieg van Het Huisgezin, een blad dat na verloop van tijd onderdeel zou worden van het Brabants Dagblad. In 1876 verkocht hij deze en andere uitgaven aan de Maatschappij der Katholieke Illustratie.
Ook buiten Noord-Brabant was Bogaerts actief als uitgever. Hij had naast 's-Hertogenbosch voor kortere of langere tijd vestigingen in Amsterdam, Maastricht en Brussel. In Maastricht was hij gedurende enige jaren uitgever van enkele nieuwsbladen en een genealogisch jaarboekje: Le Courrier de la Meuse (1872-1884), De Nieuwe Limburger (april 1874-april 1883) en het Annuaire généalogique (1874-1875). In Brussel betrof het l'Illustration Européenne, Le Rieur illustré, De Belgische Illustratie, De Vlaamse Illustratie, Le Foyer national en Le Museé du jeune age. 

### Peinture Bogaerts
Bogaerts kreeg daarna zijn handen vrij om zich volledig te concentreren op door hem uitgevonden en in 1879 gepatenteerde kopieertechnieken die de benaming Peinture Bogaerts kregen. Maar al omstreeks 1876 begon hij met zijn Peintures. Hij zag kans om met behulp van deze technieken reproducties van zowel schilderijen als van foto's op doek of paneel te maken. De schilderijreproducties waren bijna niet van het oorspronkelijke werk te onderscheiden. Ondanks veel onderzoek weet men nog altijd niet precies op welke manier een Peinture Bogaerts tot stand kwam. In 1879 opende hij een fabriek in Vught nadat het onderkomen in 's-Hertogenbosch te klein was geworden. Kennelijk had hij te veel hooi op de vork genomen want vier jaar later stond het water hem - in financieel opzicht - aan de lippen. Eind 1882 verkocht Bogaerts zijn fabriek.  In 1883 moest hij ook zijn drukkerij verkopen en werd nog in hetzelfde jaar ontslagen als directeur van de Katholieke Illustratie. In 1884 ging hij failliet.

### Fotomechanische technieken
Eind 1886 verhuisde Bogaerts met zijn familie naar Brussel en werd daar directeur van de drukkerij Les Arts Graphiques S.A. Hij voerde het fotomechanisch drukken van afbeeldingen in voor kranten en tijdschriften, waarvoor hij zelf geëtste blokken ontwierp en verkocht, en het drukken vanuit fotografische originelen. De drukkerij specialiseerde zich in grafisch drukken, onder meer door middel van heliogravure, het chemisch graveren op koper en zink, fotolithografie en lichtdruk. In 1888 smolt Les Arts Graphiques S.A. samen met (la) Société Royale Belge de Photographie, met Henri Bogaerts als directeur.

### De Londense periode
In september 1888 bevond hij zich in de wijk Hampstead te Londen voor de implementatie in Engeland van een patent voor het drukken van schilderijen, in samenwerking met zijn compagnon Bruno Felvert Krantz. In november 1889 werd Bogaerts tezamen met Krantz door London's Central Criminal Court wegens fraude tot twaalf maanden dwangarbeid veroordeeld in Pentonville Prison te Londen. Diezelfde maand keerde zijn familie vanuit Brussel terug naar Nederland en vestigde zich eind november 1889 in Boxtel. Kennelijk heeft Bogaerts na afloop van zijn straf niet meteen Engeland verlaten. Eerst eind augustus 1891 voegde hij zich bij het gezin in Boxtel. Vanaf eind 1891 was de onderneming aldaar gevestigd.

### Onderscheidingen
Volgens een van zijn biografen, Van Breukelen, was Bogaerts "een uitzonderlijk getalenteerde Bosschenaar, die door de speling van het lot ten onrechte in de vergetelheid is geraakt". 
Bogaerts werd in 1877 door de paus benoemd tot ridder in de orde van Gregorius de Grote. In dat zelfde jaar ontving hij in Amsterdam op de landelijke tentoonstelling voor 'Graphische Kunsten' een zilveren medaille, in 1879 een 'Eere-Diploma' in Arnhem en te Brussel in 1888 een 'Eere-Diploma' en een Gouden Medaille.

### Privéleven
Henri Bogaerts trouwde op 4 mei 1865 met Catherina Wilhelmina Maria Lutkie (1845-1901), dochter van C.C. Luktie, firmant van de Bossche drukkerij Lutkie en Cranenburg. Uit hun huwelijk werden elf kinderen geboren. Bogaerts overleed in 1902 in Boxtel op 61-jarige leeftijd.
Zijn vier zoons Hubert (1869–?), Emile (1873–1939), Henri jr. (1877–1933) en Louis (1878–1957) zetten na de dood van hun vader het werk van Peinture Bogaerts voort. Toen ruim dertig jaar later in 1933 ook Henri jr. overleed, werd het bedrijf opgeheven.

## Enkele voorbeelden van Peinture Bogaerts

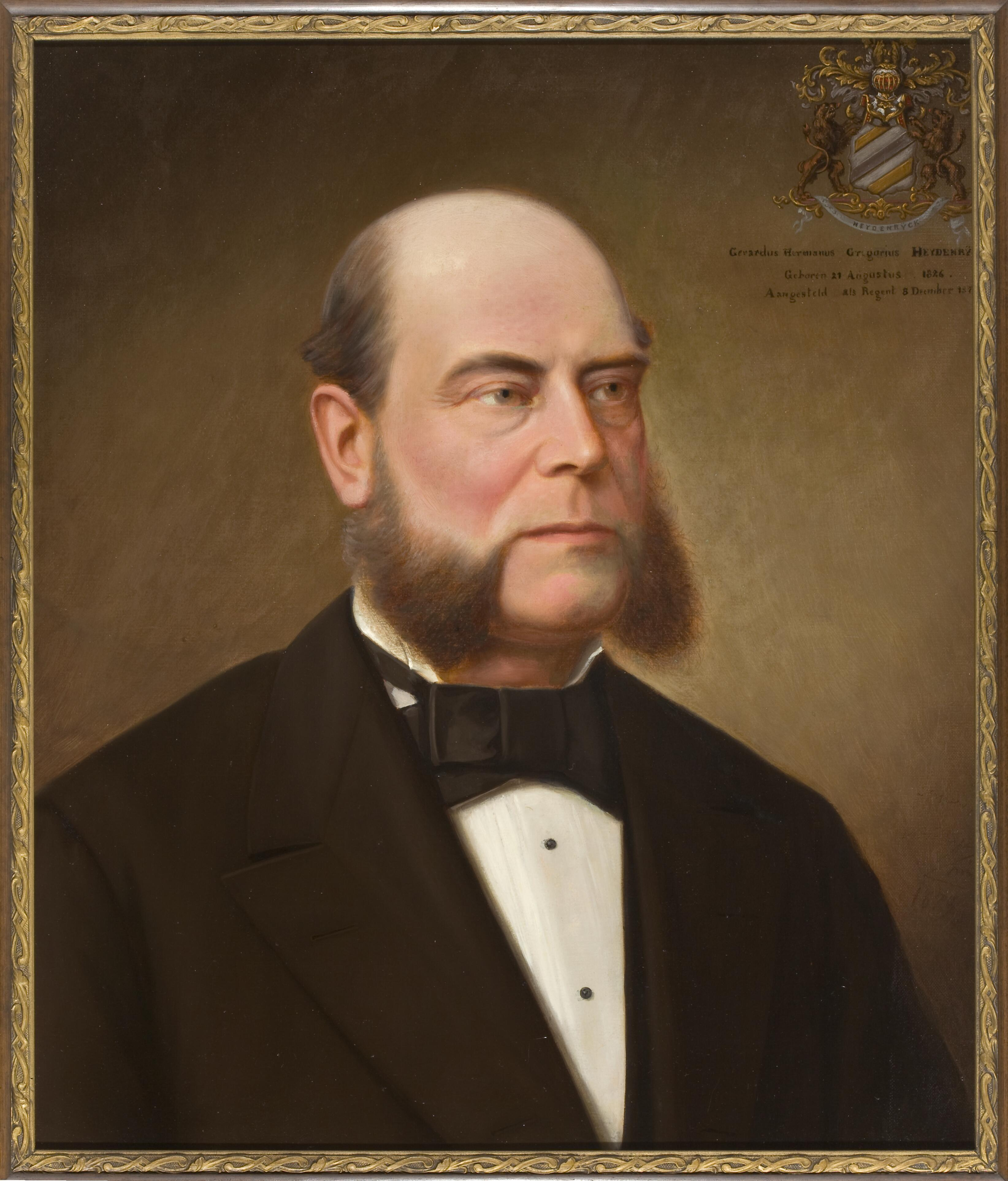
Portret van Gerardus Hermanus Gregorius Heydenrijck (1879)
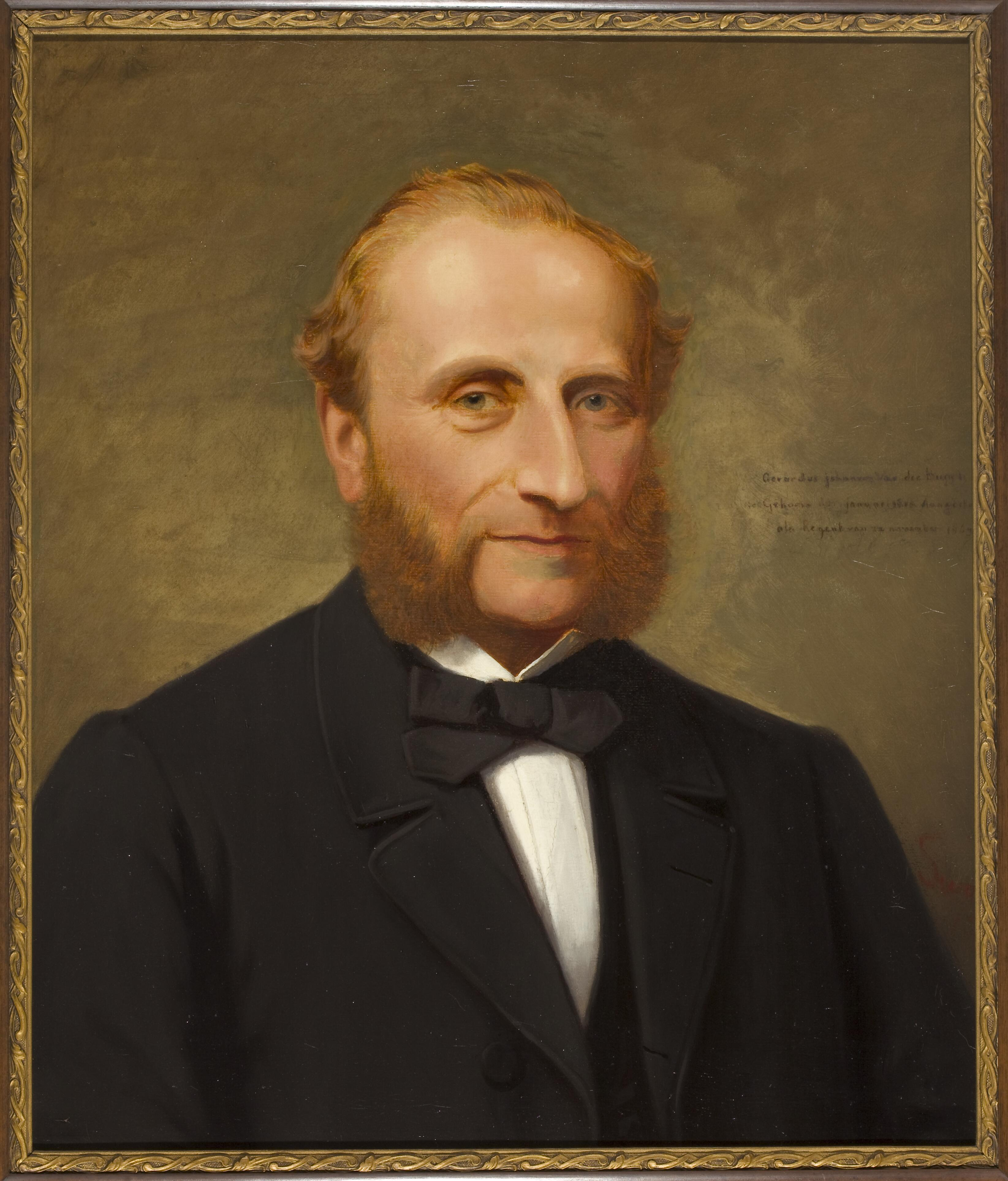
Portret van Gerardus Johannes van der Burgh (circa 1880)
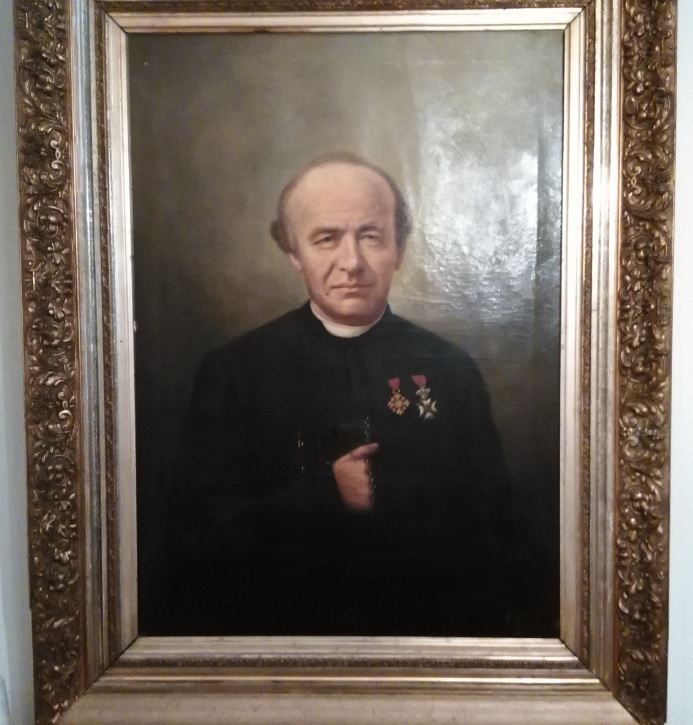
Portret van Guido Gezelle met signatuur Bogaerts Bruxelles (ca. 1900-1902)